# دوبنيتسا
دوبنيتسا هي بلدة، في بلغاريا، تقع في Dupnitsa Municipality ‏ ، وهي عاصمتها، بلغ عدد سكانها 43,791 نسمة، تبلغ مساحتها 32.32 كيلومتر مربع، رمزها البريدي هو 2600.

## مدن توأم
المدن التوأم:
- بريانسك.

## أعلام
- دانيال يوردانوف
- فيوليتا ياكوفا
- دانيال ألكسندروف
- ماريو كيريف
- ديميتار ديميتروف